# Mono (Insel)
Mono ist die größte Insel der westpazifischen Treasury-Inseln. Sie liegt im äußersten Westen der Western-Provinz des Inselstaats Salomonen und beinhaltet dessen westlichste Landmasse.

## Geografie
Die Insel vulkanischen Ursprungs ist nahezu kreisrund, hat eine Fläche von etwa 96 km² und ist dicht bewaldet. Falamae an der Südküste ist der größte Ort auf Mono.
Unmittelbar vor der Südküste liegt die Koralleninsel Stirling, die zweitgrößte der Treasury-Inseln.

## Geschichte
Die Treasury-Inseln wurden im Jahre 1788 von dem Kapitän der Royal Navy John Shortland (der Ältere) für Europa entdeckt.
Zu Beginn des Jahres 1942 wurden Mono und Stirling im Zweiten Weltkrieg von japanischen Truppen besetzt, die erst im Oktober 1943 nach heftigen Gefechten um die Einnahme der Inseln befreit wurden. Eine Brigade der neuseeländischen 3. Division landete am 27. Oktober 1943 bei der ersten amphibischen Operation nach Gallipoli im Norden Monos an der Purple Beach bei Soantaly. Ein Baubataillon der US-Navy landete am gleichen Tag im Süden in der Nähe des japanischen Hauptquartiers bei Falamae. Die Operation war am 7. November 1943 beendet, sodass auf Stirling anschließend eine strategisch wichtige Flugpiste errichtet werden konnte.
Das Erdbeben vom 1. April 2007 und der anschließende Tsunami brachte erhebliche Zerstörungen an Häusern und Schulen. Drei Personen wurden vermisst.

## Tourismus
Mono wird von Zeit zu Zeit von Kreuzfahrtschiffen angelaufen. Die unbewohnte flache Insel Stirling ist, auch wegen der Überbleibsel aus dem Weltkrieg im Ozean, ein beliebtes Taucherziel.